# Grand Prix-wegrace van Joegoslavië 1983
De Grand Prix-wegrace van Joegoslavië 1983 was zevende Grand Prix van het wereldkampioenschap wegrace in het seizoen 1983. De race werd verreden op 12 juni 1983 op het Automotodrom Grobnik bij Rijeka. Tijdens de 125cc-race verongelukte de Zwitserse coureur Rolf Rüttimann. 

## Algemeen
Er was nog steeds kritiek op de veiligheid van het Automotodrom Grobnik, dat weliswaar een permanent circuit was, maar nog steeds stonden de vangrails veel te dicht langs de baan, terwijl ze niet overal afgeschermd waren door strobalen. Bovendien was het de vraag waarom die vangrails er überhaupt stonden, want het circuit was veel te smal voor autoraces en voor motorrijders waren ze levensgevaarlijk. Door het verongelukken van Rolf Rüttimann nam de kritiek nog toe.

## 500cc-klasse
Kenny Roberts sprong bij de start al op zijn Yamaha toen de motor nog niet liep en moest opnieuw aanduwen, waardoor hij met 25 seconden achterstand op het veld vertrok. Freddie Spencer startte beter en begon meteen weg te lopen van de concurrentie. Roberts begon aan een inhaalrace en na tien ronden zat hij al op de vierde plaats, achter Spencer, Randy Mamola en Roberts' teamgenoot Eddie Lawson. Iedereen verwachtte nu een stalorder van Yamaha, waardoor Lawson zou moeten wachten op Roberts, maar het pitbord van Lawson vermeldde slechts de tekst "SLOW". Een opdracht om Roberts voorbij te laten was er niet en dat deed Lawson dan ook niet. Bij Marlboro-Yamaha tilde men er niet al te zwaar aan; het kostte Roberts slechts twee punten. 

### Uitslag 500cc-klasse
| De eerste vier startplaatsen in de 500cc-klasse waren voor Amerikanen en de verschillen waren klein. Raymond Roche viel en blesseerde zich licht, maar kreeg van de dokter een startverbod. De 500cc-trainingen werden gehinderd door temperaturen van meer dan 30 °C afgewisseld door zware regenbuien en rukwinden. |

| Pos | Coureur              | Merk              | Tijd      | Grid | Punten |
| --- | -------------------- | ----------------- | --------- | ---- | ------ |
| 1   | Freddie Spencer      | HRC-Honda         | 50:19.82  | 1    | 15     |
| 2   | Randy Mamola         | HB-Suzuki         | +7.41     | 3    | 12     |
| 3   | Eddie Lawson         | Marlboro-Yamaha   | +19.86    | 4    | 10     |
| 4   | Kenny Roberts        | Marlboro-Yamaha   | +26.82    | 2    | 8      |
| 5   | Takazumi Katayama    | HRC-Honda         | +47.16    | 6    | 6      |
| 6   | Marc Fontan          | Sonauto-Yamaha    | +57.67    |      | 5      |
| 7   | Boet van Dulmen      | Bakker-Suzuki     | +1:09.14  | 12   | 4      |
| 8   | Gianni Pelletier     | Honda             | +1:14.80  |      | 3      |
| 9   | Marco Lucchinelli    | HRC-Honda         | +1:15.14  | 9    | 2      |
| 10  | Sergio Pellandini    | Suzuki            | +1:37.04  | 10   | 1      |
| 11  | Jack Middelburg      | Honda             | +1 ronde  | 11   |        |
| 12  | Walter Magliorati    | Suzuki            | +1 ronde  |      |        |
| 13  | Barry Sheene         | Suzuki            | +1 ronde  |      |        |
| 14  | Philippe Coulon      | Suzuki            | +1 ronde  |      |        |
| 15  | Wolfgang von Muralt  | Suzuki            | +1 ronde  |      |        |
| 16  | Franck Gross         | Honda             | +1 ronde  |      |        |
| 17  | Gustav Reiner        | Suzuki            | +1 ronde  |      |        |
| 18  | Fabio Biliotti       | Honda             | +1 ronde  |      |        |
| 19  | Eero Hyvärinen       | Suzuki            | +1 ronde  |      |        |
| 20  | Beni Slydal          | Suzuki            | +1 ronde  |      |        |
| 21  | Ernst Gschwender     | Suzuki            | +1 ronde  |      |        |
| 22  | Peter Huber          | Suzuki            | +2 ronden |      |        |
| 23  | Christophe Guyot     | Suzuki            | +2 ronden |      |        |
| 24  | Franz Kaserer        | Suzuki            | +3 ronden |      |        |
| 25  | Josef Ragginger      | Suzuki            | +3 ronden |      |        |
| DNF | Marco Greco          | Suzuki            |           |      |        |
| DNF | Maurizio Massimiani  | Honda             |           |      |        |
| DNF | Franco Uncini        | HB-Gallina-Suzuki | Zuiger    | 8    |        |
| DNF | Keith Huewen         | Suzuki            |           |      |        |
| DNF | Ron Haslam           | HRC-Honda         | Blessure  | 5    |        |
| DNF | Dimitrios Papandreou | Yamaha            |           |      |        |
| DNF | Børge Nielsen        | Suzuki            |           |      |        |
| DNS | Raymond Roche        | Honda             | Blessure  | 7    |        |
| DNS | Leandro Becheroni    | Suzuki            |           |      |        |
| DNS | Virginio Ferrari     | Cagiva            |           |      |        |
| DNQ | Loris Reggiani       | HB-Gallina-Suzuki | Blessure  |      |        |
| DNQ | Toni Mang            | HB-Suzuki         | Blessure  |      |        |

### Top tien tussenstand 500cc-klasse
| Pos. | Coureur           | Merk              | Ptn. |
| ---- | ----------------- | ----------------- | ---- |
| 1    | Freddie Spencer   | HRC-Honda         | 83   |
| 2    | Kenny Roberts     | Marlboro-Yamaha   | 70   |
| 3    | Randy Mamola      | HB-Suzuki         | 52   |
| 4    | Eddie Lawson      | Marlboro-Yamaha   | 42   |
| 4    | Takazumi Katayama | HRC-Honda         | 42   |
| 6    | Marc Fontan       | Sonauto-Yamaha    | 34   |
| 7    | Marco Lucchinelli | HRC-Honda         | 31   |
| 8    | Franco Uncini     | HB-Gallina-Suzuki | 30   |
| 9    | Ron Haslam        | HRC-Honda         | 20   |
| 10   | Raymond Roche     | Honda             | 15   |

## 250cc-klasse
Na de start van de 250cc-race vormde zich een kopgroep van negen man, geleid door Guy Bertin. Na twee ronden nam Jean-François Baldé even de leiding, maar toen stelde Carlos Lavado orde op zaken. Hij nam de leiding over en liep elke ronde tientallen meters weg van Manfred Herweh, Baldé, Didier de Radiguès, Bertin en Jacques Bolle, die voor het eerst met de Pernod reed. Na een inhaalrace door een slechte start sloot ook Christian Sarron bij de groep aan. Herweh leek tweede te gaan worden, maar moest een ronde voor het einde zijn motorfiets flink corrigeren en dat kostte tijd, waardoor Sarron en Baldé hem passeerden. Herweh kon Baldé nog net terugpakken, maar de tweede plaats ging naar Sarron. 

### Uitslag250cc-klasse
| De nieuwe Bartols waren eindelijk klaar, maar kenden grote stuurproblemen. Patrick Fernandez kwalificeerde zich slechts al tiende, maar August Auinger en Jeffrey Sayle stonden niet bij de 36 startgerechtigden. Jacques Bolle, bij Pernod de vervanger van Christian Estrosi, plaatste zich als zevende. Alan Carter, Christian Sarron en Thierry Espié kwamen ten val, maar alleen Carter kon daardoor niet van start gaan. De onbekende Deen Svend Andersson stond op de vierde startplaats, maar vermoedelijk was dat een fout van de tijdwaarneming. |

| Pos | Coureur                | Merk              | Tijd           | Grid           | Punten |
| --- | ---------------------- | ----------------- | -------------- | -------------- | ------ |
| 1   | Carlos Lavado          | Venemotos-Yamaha  | 49:09.17       | 2              | 15     |
| 2   | Christian Sarron       | Sonauto-Yamaha    | +8.08          | 3              | 12     |
| 3   | Manfred Herweh         | Real-Rotax        | +8.35          | 6              | 10     |
| 4   | Jean-François Baldé    | Chevallier-Yamaha | +8.63          | 5              | 8      |
| 5   | Guy Bertin             | MBA               | +13.93         | 8              | 6      |
| 6   | Jacques Bolle          | Pernod            | +26.16         | 7              | 5      |
| 7   | Jean-Louis Guignabodet | Rotax             | +38.10         | 10             | 4      |
| 8   | Jean-Marc Toffolo      | Morena-Rotax      | +55.68         |                | 3      |
| 9   | Massimo Matteoni       | Yamaha            | +55.89         |                | 2      |
| 10  | Patrick Fernandez      | Bimota-Bartol     | +1:04.67       |                | 1      |
| 11  | Teruo Fukuda           | Yamaha            | +1:04.88       |                |        |
| 12  | Siegfried Minich       | Rotax             | +1:05.11       |                |        |
| 13  | Thierry Rapicault      | Yamaha            | +1:06.75       |                |        |
| 14  | Bruno Lüscher          | Yamaha            | +1:13.44       |                |        |
| 15  | Thierry Espié          | Chevallier-Yamaha | +1:21.67       |                |        |
| 16  | Harald Eckl            | Yamaha            | +1:32.01       |                |        |
| 17  | Jean-Michel Mattioli   | Yamaha            | +1:35.78       |                |        |
| 18  | Kiyotaka Sakai         | Yamaha            | +1:41.81       |                |        |
| 19  | Tony Head              | Armstrong-Rotax   | +1 ronde       |                |        |
| 20  | Edwin Weibel           | Yamaha            |                |                |        |
| 21  | Manfred Obinger        | Yamaha            |                |                |        |
| DNF | Didier de Radiguès     | Chevallier-Yamaha | Val            | 1              |        |
| DNF | Hervé Guilleux         | Kawasaki          | Vastloper      |                |        |
| DNF | Martin Wimmer          | Mitsui-Yamaha     |                | 9              |        |
| DNF | Iván Palazzese         | Venemotos-Yamaha  |                |                |        |
| DNF | Roland Freymond        | Armstrong-Rotax   |                |                |        |
| DNF | Bernard Fau            | Yamaha            |                |                |        |
| DNF | Jean-Louis Tournadre   | Yamaha            | Val            |                |        |
| DNF | Paolo Ferretti         | Rotax             |                |                |        |
| DNF | Ángel Nieto            | Yamaha            |                |                |        |
| DNF | Svend Andersson        | Yamaha            |                | 4              |        |
| DNF | Paolo Pileri           | MBA               |                |                |        |
| DNS | Alan Carter            | Mitsui-Yamaha     | Blessure       |                |        |
| DNQ | Christian Estrosi      | Pernod            | Blessure       |                |        |
| DNQ | Carlos Cardús          | JJ Cobas-Rotax    | Blessure       | Blessure       |        |
| DNQ | Mar Schouten           | MBA               | Blessure       | Blessure       |        |
| DNQ | Sito Pons              | JJ Cobas-Rotax    | Blessure       | Blessure       |        |
| DNQ | Donnie Robinson        | Mitsui-Yamaha     | Blessure       | Blessure       |        |
| DNQ | August Auinger         | Bartol            | Stuurproblemen | Stuurproblemen |        |
| DNQ | Jeffrey Sayle          | Bartol            | Stuurproblemen | Stuurproblemen |        |

### Top tien tussenstand 250cc-klasse
| Pos. | Coureur             | Merk              | Ptn. |
| ---- | ------------------- | ----------------- | ---- |
| 1    | Carlos Lavado       | Venemotos-Yamaha  | 57   |
| 2    | Didier de Radiguès  | Chevallier-Yamaha | 44   |
| 3    | Manfred Herweh      | Real-Rotax        | 40   |
| 4    | Christian Sarron    | Sonauto-Yamaha    | 36   |
| 5    | Hervé Guilleux      | Kawasaki          | 35   |
| 6    | Jean-François Baldé | Chevallier-Yamaha | 32   |
| 7    | Thierry Espié       | Chevallier-Yamaha | 30   |
| 8    | Martin Wimmer       | Mitsui-Yamaha     | 27   |
| 9    | Jacques Cornu       | Hostettler-Yamaha | 26   |
| 9    | Patrick Fernandez   | Bimota-Bartol     | 26   |

## 125cc-klasse
Na een paar ronden van de 125cc-race nam Fausto Gresini met de Garelli de leiding en hij bepaalde het tempo. In de kopgroep werd achter Gresini gevochten door Ricardo Tormo, Pier Paolo Bianchi, Maurizio Vitali en Ángel Nieto. Dat kostte tijd, waardoor Bruno Kneubühler met zijn door het Huvo-team getunede MBA aansluiting wist te vinden. Gresini ging te snel en viel en dat gebeurde drie ronden voor het einde ook met Nieto, die zijn machine nog op kon rapen om uiteindelijk elfde te worden. Kneubühler had intussen een voorsprong van zeven seconden op Vitali, die hij probleemloos vast wist te houden. In de slotfase van de race viel de Zwitser Rolf Rüttimann tegen een onbeschermde vangrail. Hij zat bekneld onder de vangrail en werd ook nog door zijn eigen machine geraakt. 's Avonds overleed hij in het ziekenhuis.

### Uitslag 125cc-klasse
| Eugenio Lazzarini brak bij een val in de training een rib en liep een hersenschudding op. Om de constructeurstitel veilig te stellen huurde teambaas Michele Verini Fausto Gresini in als vervanger. Gresini had al met de 125cc-Garelli in Italiaanse kampioensraces gereden en reed in Joegoslavië de snelste trainingstijd. |

| Pos | Coureur              | Merk      | Tijd           | Grid           | Punten |
| --- | -------------------- | --------- | -------------- | -------------- | ------ |
| 1   | Bruno Kneubühler     | MBA       | 35:16.67       | 5              | 15     |
| 2   | Maurizio Vitali      | MBA       | +1.74          |                | 12     |
| 3   | Stefano Caracchi     | MBA       | +7.08          |                | 10     |
| 4   | Johnny Wickström     | MBA       | +14.54         | 9              | 8      |
| 5   | Pierluigi Aldrovandi | MBA       | +15.00         |                | 6      |
| 6   | Lucio Pietroniro     | MBA       | +15.41         |                | 5      |
| 7   | Erich Klein          | MBA       | +26.94         |                | 4      |
| 8   | Stefan Dörflinger    | MBA       | +39.25         | 8              | 3      |
| 9   | Hugo Vignetti        | MBA       | +48.79         |                | 2      |
| 10  | Jacky Hutteau        | MBA       | +49.35         |                | 1      |
| 11  | Ángel Nieto          | Garelli   | +54.82         | 2              |        |
| 12  | Anton Straver        | MBA       | +1:19.07       | 25             |        |
| 13  | Helmut Lichtenberg   | MBA       | +1:19.89       |                |        |
| 14  | Libero Piccirillo    | MBA       | +1:23.90       |                |        |
| 15  | Jean-Claude Selini   | MBA       | +1:27.93       |                |        |
| 16  | Paul Bordes          | MBA       | +1:30.11       |                |        |
| 17  | Alojz Pavlic         | MBA       | +1:33.62       |                |        |
| 18  | Robert Hmeljak       | MBA       | +1:41.07       |                |        |
| 19  | Zdravko Matulja      | MBA       | +1:45.96       |                |        |
| DNF | Fausto Gresini       | Garelli   | Val            | 1              |        |
| DNF | Hans Müller          | MBA       |                | 3              |        |
| DNF | Ricardo Tormo        | MBA       |                | 4              |        |
| DNF | Gerhard Waibel       | MBA       |                | 6              |        |
| DNF | August Auinger       | MBA       |                | 10             |        |
| DNF | Henk van Kessel      | MBA       | Val            | 16             |        |
| DNF | Hans Spaan           | MBA       | Koelsysteem 33 | Koelsysteem 33 |        |
| DNF | Pier Paolo Bianchi   | Sanvenero | Motor          | 7              |        |
| DNF | Rolf Rüttimann       | MBA       | Val            | (†)            | (†)    |
| DNS | Eugenio Lazzarini    | Garelli   | Blessure       | Blessure       |        |

### Top tien tussenstand 125cc-klasse
| Pos. | Coureur            | Merk        | Ptn. |
| ---- | ------------------ | ----------- | ---- |
| 1    | Ángel Nieto        | Garelli     | 60   |
| 2    | Eugenio Lazzarini  | Garelli     | 48   |
| 3    | Maurizio Vitali    | MBA         | 41   |
| 4    | Bruno Kneubühler   | MBA         | 39   |
| 5    | Pier Paolo Bianchi | Sanvenero   | 30   |
| 6    | Ricardo Tormo      | MBA         | 24   |
| 7    | Johnny Wickström   | MBA         | 20   |
| 8    | Stefano Caracchi   | MBA         | 18   |
| 9    | Fausto Gresini     | MBA/Garelli | 17   |
| 10   | Jean-Claude Selini | MBA         | 14   |

## 50cc-klasse
Hans Spaan had in eerste instantie niet veel aan zijn vijfde startpositie, want zijn Kreidler sloeg pas aan toen de rest van het veld al door de eerste bocht was. Ricardo Tormo, als invaller op de Garelli van Eugenio Lazzarini, leidde het veld. Stefan Dörflinger was ook al slecht weg en moest een drietal rijders passeren om op de tweede plaats terecht te komen. Spaan wist echter al in de zesde ronde de derde plaats te bereiken en hij besloot daar te blijven om Rainer Kunz te bestuderen en een plaats te bepalen om hem in te halen. Twee ronden voor het einde bleek dat men zich bij Garelli blijkbaar misrekend had met het brandstofverbruik van Tormo, want hij viel zonder benzine stil. Dörflinger won dus alsnog en Spaan passeerde inderdaad in de twaalfde en laatste ronde Kunz, waardoor hij tweede werd. 

### Uitslag 50cc-klasse
| Ricardo Tormo had eerder in het seizoen bij Garelli al gevraagd om een 50cc-racer, maar nul op rekest gekregen. Nu Eugenio Lazzarini geblesseerd was wilde teammanager Michele Verini in elk geval de constructeurstitel veilig stellen en kreeg Tormo alsnog een machine. Hij reed er de tweede trainingstijd mee, terwijl hij nog moest wennen aan het links geplaatste schakelpedaal. |

| Pos | Coureur             | Merk         | Tijd      | Grid     | Punten |
| --- | ------------------- | ------------ | --------- | -------- | ------ |
| 1   | Stefan Dörflinger   | Kreidler     | 34:12.40  | 1        | 15     |
| 2   | Hans Spaan          | Kreidler     | +24.88    | 5        | 12     |
| 3   | Rainer Kunz         | FKN-Kreidler | +25.30    | 3        | 10     |
| 4   | Zdravko Matulja     | Tomos        | +42.19    |          | 8      |
| 5   | George Looijesteijn | Kreidler     | +57.64    | 6        | 6      |
| 6   | Rainer Scheidhauer  | Kreidler     | +1:08.70  |          | 5      |
| 7   | Gerhard Bauer       | Ziegler      | +1:10.92  | 8        | 4      |
| 8   | Otto Machinek       | Kreidler     | +1:22.27  |          | 3      |
| 9   | Mario Stocco        | Kreidler     | +1:23.68  |          | 2      |
| 10  | Jos van Dongen      | Kreidler     | +1:39.87  | 24       | 1      |
| 11  | Claudio Granata     | Kreidler     | +1:46.87  |          |        |
| 12  | Thomas Engl         | Engl         | +1 ronde  | 4        |        |
| 13  | Kasimir Rapczynski  | Kreidler     |           |          |        |
| 14  | Mijo Lisjak         | Kreidler     |           |          |        |
| 15  | Stefan Kurfiss      | Kreidler     | +2 ronden |          |        |
| 16  | Mika-Sakari Komu    | Kreidler     |           |          |        |
| 17  | Boja Miklos         | Kreidler     |           |          |        |
| 18  | ? Persic            | Sever        |           |          |        |
| 19  | Ian McConnachie     | Rudge        |           |          |        |
| 20  | Reiner Koster       | Kroko        |           |          |        |
| DNF | Ricardo Tormo       | Garelli      | Brandstof |          |        |
| DNF | Massimo de Lorenzi  | Minarelli    |           | 7        |        |
| DNF | Theo Timmer         | Casal        |           | 9        |        |
| DNF | Gerhard Singer      | Kreidler     |           | 10       |        |
| DNF | Paul Rimmelzwaan    | Roton        |           |          |        |
| DNS | Eugenio Lazzarini   | Garelli      | Blessure  | Blessure |        |

### Top tien tussenstand 50cc-klasse
| Pos. | Coureur             | Merk         | Ptn. |
| ---- | ------------------- | ------------ | ---- |
| 1    | Stefan Dörflinger   | Kreidler     | 57   |
| 2    | Eugenio Lazzarini   | Garelli      | 54   |
| 3    | George Looijesteijn | Kreidler     | 34   |
| 4    | Hans Spaan          | Kreidler     | 27   |
| 5    | Hagen Klein         | FKN-Kreidler | 21   |
| 6    | Claudio Lusuardi    | Villa        | 20   |
| 6    | Gerhard Bauer       | Ziegler      | 20   |
| 8    | Rainer Kunz         | FKN-Kreidler | 17   |
| 9    | Ingo Emmerich       | Kreidler     | 14   |
| 10   | Reiner Scheidhauer  | Kreidler     | 13   |

## Trivia

### Volkslied
Al twee keer had Carlos Lavado een GP gewonnen, maar het Volkslied van Venezuela was nog nooit gespeeld. Daarom bracht hij dit keer zelf een grammofoonplaat met zijn eigen volkslied mee. 

### Paolo Pileri
Paolo Pileri had in 1979 zijn laatste Grand Prix gereden, maar was in een Italiaanse kampioensrace zo makkelijk vierde geworden dat hij het nog eens in een GP wilde proberen. 

### Blunder op blunder
Yamaha-teamchef Kel Carruthers had in Hockenheim het HRC-Honda-team bespot toen Freddie Spencer achter zijn teamgenoten Takazumi Katayama en Marco Lucchinelli finishte zonder dat deze door pitsignalen gewaarschuwd werden om Spencer voor te laten. Dat was echter begrijpelijk, want deze race werd - wegens regen - onverwacht afgevlagd. Nu gebeurde hetzelfde echter bij Yamaha, toen Eddie Lawson twee punten afsnoepte van Kenny Roberts. Teameigenaar Giacomo Agostini vond dit niet zo erg, maar Roberts was woedend. Aan het einde van het seizoen bleek pas hoe terecht dit was: Roberts werd tweede met twee punten achterstand op Spencer. 
1972 · 1973 · 1974 · 1975 · 1976 · 1977 · 1978 · 1979 · 1980 · 1981 · 1982 · 1983 · 1984 · 1985 · 1986 · 1987 · 1988 · 1989 · 1990